# Anton Moezytsjkin
Anton Moezytsjkin (Wit-Russisch: Антон Музычкін) (Homel, 16 december 1994) is een Wit-Russisch voormalig baan- en wegwielrenner.

## Carrière
Als junior werd Moezytsjkin wereldkampioen scratch in 2012. Een jaar later werd hij in datzelfde onderdeel Europees kampioen bij de beloften. Als eliterenner werd Moezytsjkin nationaal kampioen in drie verschillende disciplines.
Op de weg werd Moezytsjkin in 2017 tweede in het nationale kampioenschap tijdrijden, toen enkel Stanislaw Bazjkow sneller was.

## Baanwielrennen

### Palmares
| Jaar     | W-RK                                                  | EK       | WK       | Overig            |
| Junioren | Junioren                                              | Junioren | Junioren | Junioren          |
| -------- | ----------------------------------------------------- | -------- | -------- | ----------------- |
| 2012     |                                                       |          | Scratch  |                   |
| Beloften |                                                       |          |          |                   |
| 2013     |                                                       | Scratch  |          |                   |
| Elite    |                                                       |          |          |                   |
| 2012     | Puntenkoers                                           |          |          |                   |
| 2013     |                                                       |          |          | Pruszków: Scratch |
| 2014     | Scratch                                               |          |          |                   |
| 2015     |                                                       |          |          |                   |
| 2016     |                                                       |          |          | Minsk: Scratch    |
| 2017     | Ploegenachtervolging, Ploegkoers, Omnium, Puntenkoers |          |          |                   |

## Ploegen
- 2015 –  Minsk Cycling Club
- 2016 –  Minsk Cycling Club
- 2017 –  Minsk Cycling Club
- 2018 –  Minsk Cycling Club
- 2019 –  Ferei Pro Cyclig Team
- 2020 –  Ferei-CCN
- 2021 –  Ferei-CCN

Bazjkow · Ivasjkin · Karaljok · Klimjankow · Moezytsjkin · Papok · Ramanaw · Samojlaw · Sjemetaw · Sjoemaw · Sobal · Strokaw · Vorganov